# Hettstadt
Hettstadt é um município da Alemanha, situado no distrito de Würzburgo, no estado da Baviera. Tem 13,92 km² de área, e sua população em 2019 foi estimada em 3.625 habitantes.